# Camargo, Tamaulipas
Camargo là một đô thị thuộc bang Tamaulipas, México. Năm 2005, dân số của đô thị này là 17587 người.